# Elecciones federales de México de 2024 en Baja California
Las elecciones federales en Baja California de 2024 se llevarán a cabo el domingo 2 de junio de ese año, renovándose los titulares de los siguientes cargos de elección popular que representan a nivel federal al Estado de Baja California:
- Presidencia de México. Titular del Gobierno de México, electo para un periodo de seis años sin posibilidad de reelección, a iniciar su mandato el 1 de octubre de 2024.[1]

- Diputaciones Federales por Baja California: 9 electas por mayoría relativa elegidos en cada uno de los Distritos electorales, mientras otros son elegidos mediante representación proporcional.
- Senadurías por Baja California: 2 electas por mayoría relativa elegidos en cada uno de los Distritos electorales, 1 por minoría  y otros son elegidos mediante representación proporcional.

## Antecedentes
En 2022, el Instituto Nacional Electoral realizó una nueva distritación federal en todo país, tomando en consideración el censo realizado en 2020 por el Inegi. Tras ello, en marzo se propuso aumentar de 8 a 9 los distritos electorales en Baja California por el aumento de la población. En octubre de 2022 se aprobaron los cambios y en diciembre del mismo año fueron publicados en el Diario Oficial de la Federación.
Los partidos políticos que participarán en esta elección son los 7 que cuentan con registro ante el INE; no participan los partidos políticos locales. Las personas que aspiren a una candidatura independiente, deberán notificar al INE antes del 21 y 29 de septiembre para senaduría y diputaciones, respectivamente.

## Distritos
|                                                 |          |
| Distrito                                        | Cabecera |
| Distrito electoral federal 1 de Baja California | Mexicali |
| Distrito electoral federal 2 de Baja California | Mexicali |
| Distrito electoral federal 3 de Baja California | Ensenada |
| Distrito electoral federal 4 de Baja California | Tijuana  |
| Distrito electoral federal 5 de Baja California | Tijuana  |
| Distrito electoral federal 6 de Baja California | Tijuana  |
| Distrito electoral federal 7 de Baja California | Mexicali |
| Distrito electoral federal 8 de Baja California | Tijuana  |
| Distrito electoral federal 9 de Baja California | Tecate   |

## Precandidaturas y coaliciones
|  | |
|  | Partido Acción Nacional - 4 diputaciones federales. Distritos 1, 2, 5 y 8. - 1 Senaduría. Primera fórmula |
|  | Partido Revolucionario Institucional - 3 diputaciones. Distritos 6, 7 y 9. - 1 Senaduría. Segunda fórmula |
|  | Partido de la Revolución Democrática - 2 diputaciones. Distritos 3 y 4.                                   |

El 21 de noviembre se formó Fuerza y Corazón por México, integrada por el Partido Acción Nacional, Partido Revolucionario Institucional y el Partido de la Revolución Democrática. Movimiento Ciudadano decidió no contender en coalición y participará solo en la elección. Mientras tanto, Morena, el Partido Verde y el Partido del Trabajo, que para la elección presidencial van en la coalición Sigamos Haciendo Historia, determinaron que en Baja California no se aliarán para las diputaciones federales ni el Senado.  

### Fuerza y Corazón por México
La coalición había mencionado que participarían en 8 de los 9 distritos, finalmente se confirmó que sería una alianza total en Baja California, por lo que para los puestos de diputaciones quedaron designados los distritos 1,2,5 y 6 para el PAN; el 3 y 4 para el PRD; y el 7,8 y 9 para el PRI. Para el Senado, se determinó que la candidatura de la primera fórmula será para un candidato de Acción Nacional y la segunda fórmula para una candidata del Revolucionario Institucional.   
Para el Senado, entre los aspirantes  se encuentran el ex gobernador de Baja California José Guadalupe Osuna Millán y la actual dirigente estatal del PRI en BC, Guadalupe Gutiérrez Fregoso.También anunció que se registrará como precandidato Gustavo Sánchez Vásquez, exalcalde de Mexicali; y Héctor Osuna Jaime, exalcalde de Tijuana, ambos buscando la Senaduría.
El 24 de enero de 2023, se eligió a Gustavo Sánchez Vázquez como candidato a la primera fórmula del Senado.

### Sigamos Haciendo Historia
Los días del 1 al 3 de noviembre de 2023, Morena abrió la convocatoria para el registro de aspirantes a las senadurías y diputaciones federales. El anuncio de quiénes serán titulares de dichas candidaturas serán anunciadas en enero de 2024. Entre las y los aspirantes al Senado se encuentran: Armando Ayala Robles (alcalde en Ensenada), Julieta Ramírez Padilla (diputada federal plurinominal), Catalino Zavala Márquez (secretario de gobierno de Baja California), Jesús Alejandro Ruiz Uribe (delegado de Programas para el Bienestar en Baja California) y Evangelina Moreno Guerra (diputada federal por el 5to distrito de BC). Al ser un proceso interno, algunos registros se mantendrán en secreto a menos que la persona inscrita lo hiciera público.   
El 20 de diciembre, el partido Morena determinó que sus precandidatos únicos para el Senado por Baja California sería Julieta Ramírez y Armando Ayala Robles.Para las diputaciones federales, se había publicado que si irán en alianza con el Partido Verde y el Partido del Trabajo.

### Partido del Trabajo
Las dirigencias nacionales habrían acordado no ir en coalición para el Senado en algunos estados con Morena y el Partido Verde, siendo Baja California uno de ellos. Solamente en el distrito federal 8, se confirmó que apoyarían la candidatura de Fausto Gallardo García, del Partido Verde. El 22 de febrero registró las candidaturas a diputaciones federales.

### Partido Verde
El 22 de febrero de 2024, el partido confirmó la designación y registro del exfutbolista Fernando Arce Márquez y la ex-tíitular de la Secretaría del Medio Ambiente en Baja California, Mónica Vega, como candidatos a Senadores.Posteriormente, se anunció que sería Juan Carlos Hank Krauss el candidato de la primera fórmula al Senado, aunque de momento no ha sido ratificado por el INE. 

### Movimiento Ciudadano
La Coordinadora Ciudadana Nacional de Movimiento Ciudadano (MC) aprobó la fórmula para el senado de la República por Baja California, encabezada por el empresario local David Saúl Guakil y Argelia Núñez de Hoyos.En la Asamblea Nacional también se anunciaron los nombres de quienes serán candidatos a las diputaciones federales, entre ellos: Alejandra León Gastélum, por el distrito 1; Concepción Corvera Valenzuela, en el 2; Luis Antonio Palomino Dagdug, el 3; Miroslava Terrazas Ruiz, el 4to; el 5to, Héctor Riveros; Marcelino HInojosa Jiménez, el 6to; el 7mo, Laura Elena Ojeda Olmedo; el 8vo, Oscar Rubio Medrano; y el 9no para Olga Zulema Adams Pereyra.El 23 de febrero, se anunció una nueva lista, con los nombres oficiales de quienes se registraron, corrigiendo solo los distritos 1 y 4, para Karla Magdalena Medina Quintana y Catalina Salas Bravo, respectivamente.

### Candidatos Independientes
El INE recibió el registro de Carlos Alonso Angul Rentería, aspirante al distrito 1 federal por Baja California. Tras el período designado para la búsqueda de apoyos en firmas, los resultados fueron los siguientes.
| Aspirante                    | Puesto al que aspira                            | Firmas recibidas | Porcentaje      |
| ---------------------------- | ----------------------------------------------- | ---------------- | --------------- |
| Carlos Alonso Angul Rentería | Distrito electoral federal 1 de Baja California | 585/6,475        | \| \| 6.75 % \| |
|                              | 6.75 %                                          |                  |                 |

## Encuestas

### Senado

#### Por partido político
| Encuestadora       | Fecha de aplicación          | Muestra | Margen de error |       |       |      |       | Otros | Ninguno/ No sabe |
| ------------------ | ---------------------------- | ------- | --------------- | ----- | ----- | ---- | ----- | ----- | ---------------- |
| Encuestadora       | Fecha de aplicación          | Muestra | Margen de error |       |       |      |       | Otros | Ninguno/ No sabe |
| Massive Caller     | 1 de agosto de 2022          | 600     | +/- 4.3%        | 22.5% | -     | 9.6% | 55.2% | 4.2%  |                  |
| Massive Caller     | 1 de septiembre de 2022      | 600     | +/- 4.3%        | 19.1% | -     | 5.5% | 52.2% | 7.7%  | 15.5%            |
| Massive Caller     | 1 de octubre de 2022         | 600     | +/- 4.3%        | 21.3% | -     | 4.8% | 49.5% | 7.2%  | 17.2%            |
| Massive Caller     | 1 de noviembre de 2022       | 600     | +/- 4.3%        | 20.9% | -     | 5.5% | 50.7% | 5.9%  | 17.0%            |
| Massive Caller     | 1 de diciembre de 2022       | 600     | +/- 4.3%        | 21.9% | -     | 4.8% | 52.8% | 4.7%  | 15.8%            |
| Massive Caller     | 1 de enero de 2023           | 600     | +/- 4.3%        | 22.3% | -     | 5.2% | 51.6% | 4.4%  | 16.5%            |
| Massive Caller     | 1 de febrero de 2023         | 1000    | +/- 3.4%        | 17.6% | -     | 4.8% | 53.7% | 8%    | 15.9%            |
| Massive Caller     | 1 de marzo de 2023           | 1000    | +/- 3.4%        | 18.8% | -     | 6%   | 55.1% | 5.9%  | 14.2%            |
| Massive Caller     | 1 de abril de 2023           | 1000    | +/- 3.4%        | 19.8% | -     | 4.1% | 56.6% | 8.3%  | 11.2%            |
| Demoscopía Digital | 18 de abril de 2023          | 1000    |                 | 24.7% | -     | 4.7% | 50.7% | 2.4%  | 14.2%            |
| Massive Caller     | 1 de mayo de 2023            | 1000    | +/- 3.4%        | 17.9% | -     | 5.2% | 55.6% | 7.2%  | 14.1%            |
| Massive Caller     | 1 de junio de 2023           | 1000    | +/- 3.4%        | 18.9% | -     | 4%   | 57.4% | 8.6%  | 11.1%            |
| Massive Caller     | 1 de julio de 2023           | 1000    | +/- 3.4%        | 17.8% | -     | 5.4% | 59.4% | 7.5%  | 9.9%             |
| Massive Caller     | 6 de agosto de 2023          | 1000    | +/- 3.4%        | 19.6% | -     | 3.3% | 57.9% | 6.3%  | 12.9%            |
| Massive Caller     | 1 de octubre de 2023         | 1000    | +/- 3.4%        | 19.5% | -     | 3.6% | 61.9% | 6%    | 9%               |
| Arias Consultores  | 10 - 13 de noviembre de 2023 | 1802    |                 | 27.6% | -     | 7.7% | 49.7% | -     | -                |
| Massive Caller     | 15 de noviembre de 2023      | 1000    | +/- 3.4%        | 18.9% |       | 3.7% | 57.3% | 7.6%  | 12.5%            |
| Demoscopia Digital | 16 y 17 de noviembre de 2023 | 1000    | +/- 3.8%        | 10.4% | 3.3%  | 3.4% | 47.5% | 13.3% | 22.1%            |
| Massive Caller     | 4 de diciembre de 2023       | 1000    | +/- 3.4%        | 16.1% | 9.8%  | 4.9% | 58.3% | 4.2%  | 6.7%             |
| Rubrum             | 8 de diciembre de 2023       | 1000    | +/- 3.8%        | 37.0% | -     | 2.2% | 47.1% | -     | 13.7%            |
| Massive Caller     | 31 de diciembre de 2023      | 1000    | +/- 3.8%        | 17%   | 13.6% | 3.3% | 55.9% | 4.9%  | 5.3%             |
| Massive Caller     | 23 de enero de 2024          | 1000    | +/- 3.4%        | 16.5% | 14.6% | 4.4% | 58.3% | 2%    | 4.2%             |

#### Por candidato
| Encuestadora       | Fecha de aplicación   | Muestra | Margen de error | Sánchez \| Gutiérrez | Bonilla \| Tapia | Hank \| Vega | Guakil \| Núñez | Ramírez \| Ayála | Ninguno/ No sabe | Dif.   |
| ------------------ | --------------------- | ------- | --------------- | -------------------- | ---------------- | ------------ | --------------- | ---------------- | ---------------- | ------ |
| Encuestadora       | Fecha de aplicación   | Muestra | Margen de error |                      |                  |              |                 |                  | Ninguno/ No sabe | Dif.   |
| Rubrum             | 9 de febrero de 2024  | 1000    | +/- 3.8%        | 32.6%                | -                | -            | 6.3%            | 39%              | 22.1%            | +6.4%  |
| Rubrum             | 27 de febrero de 2024 | 1000    | +/- 3.8%        | 22.6%                | 14.5%            | -            | 4.1%            | 43%              | 15.8%            | +20.4% |
| Rubrum             | 4 de marzo de 2024    | 1000    | +/- 3.8%        | 22.9%                | 13.3%            | -            | 4.4%            | 44.3%            | 15.1%            | +21.4% |
| Massive Caller     | 5 de marzo de 2024    | 1000    | +/- 3.4%        | 17.9%                | 8.5%             | 11.4%        | 4.7%            | 54.5%            | 3%               | +36.6% |
| Rubrum             | 11 de marzo de 2024   | 1000    | +/- 3.8%        | 20.4%                | 13.5%            | 5.2%         | 4.6%            | 43.8%            | 17.1%            | +23.4% |
| Rubrum             | 18 de marzo de 2024   | 1000    | +/- 3.8%        | 27%                  | 7.5%             | 3.8%         | 4.2%            | 45.2%            | 12.3%            | +18.2% |
| Massive Caller     | 19 de marzo de 2024   | 1000    | +/- 3.4%        | 18.9%                | 7.4%             | 12.6%        | 3.5%            | 55.8%            | 1.8%             | +36.9% |
| Rubrum             | 22 de marzo de 2024   | 1000    | +/- 3.8%        | 23.6%                | 7.6%             | 4.7%         | 6.1%            | 45.4%            | 12.6%            | +21.8% |
| Demoscopia Digital | 1 de abril de 2024    | 1000    | +/- 3.8%        | 16.7%                | 6.4%             | 7.3%         | 4.2%            | 41.8%            | 23.6%            | +25.1% |
| Massive Caller     | 14 de abril de 2024   | 1000    | +/- 3.4%        | 21.1%                | 5.3%             | 11.3%        | 4.5%            | 53%              | 4.8%             | +31.9% |
| Demoscopia Digital | 29 de abril de 2024   | 1000    | +/- 3.8%        | 11.8%                | 6.4%             | 14.3%        | 5.8%            | 44.8%            | 16.9%            | +30.5% |
| Massive Caller     | 28 de abril de 2024   | 1000    | +/- 3.4%        | 21.9%                | 4%               | 8.5%         | 5.1%            | 52.4%            | 8.1%             | +30.5% |

## Resultados Electorales

### Elección presidencial
|  | 15.06 % |

|  | 21.19 % |

|  | 4.92 % |

|  | 1.21 % |

|  | 54.14 % |

|  | 66.65 % |

|  | 6.30 % |

|  | 6.21 % |

|  | 9.95 % |

|  | 0.19 % |

|  | 97.79 % |

|  | 2.02 % |

|  | 100 % |

|  | 48.72 % |

#### Resultados por distrito
| Distrito    | Gálvez | % Gálvez | Sheinbaum | % Sheinbaum | Álvarez | % Álvarez | NR  | % NR   | Nulos | % Nulos | Total   |
| ----------- | ------ | -------- | --------- | ----------- | ------- | --------- | --- | ------ | ----- | ------- | ------- |
| I           | 56,853 | 33.38%   | 93,594    | 54.95%      | 16,684  | 9.79%     | 262 | 0.15%  | 2,942 | 1.73%   | 170,335 |
| II          | 45,280 | 26.79%   | 102,557   | 60.68%      | 17,295  | 10.23%    | 271 | 0.16%  | 3,614 | 2.13%   | 169,017 |
| III         | 36,128 | 21.13%   | 114,233   | 66.81%      | 16,008  | 9.36%     | 386 | 0.23%  | 4,222 | 2.47%   | 170,977 |
| IV          | 15,277 | 8.68%    | 139,436   | 79.20%      | 17,812  | 10.12%    | 266 | 0.15%  | 3,259 | 1.85%   | 176,050 |
| V           | 56,109 | 27.70%   | 121,355   | 59.92%      | 21,072  | 10.40%    | 468 | 0.23%  | 3,530 | 1.74%   | 202,534 |
| VI          | 43,566 | 23.27%   | 119,532   | 63.84%      | 20,086  | 10.73%    | 424 | 0.23%  | 3,617 | 1.93%   | 187,225 |
| VII         | 31,267 | 20.11%   | 105,369   | 67.78%      | 14,554  | 9.36%     | 217 | 0.14%  | 4,041 | 2.60%   | 155,448 |
| VIII        | 22,943 | 13.73%   | 124,112   | 74.25%      | 16,722  | 10.00%    | 336 | 0.20%  | 3,035 | 1.82%   | 167,148 |
| IX          | 21,905 | 9.43%    | 117,979   | 74.51%      | 14,926  | 13.83%    | 289 | 0.18\| | 3,235 | 2.04%   | 158,334 |
| Fuente: INE |        |          |           |             |         |           |     |        |       |         |         |

### Cámara de Senadores
| Candidato               | Partido | Tipo de elección |
| ----------------------- | ------- | ---------------- |
| Julieta Ramírez Padilla |         | Primera fórmula  |
| Armando Ayala Robles    |         | Segunda fórmula  |
| Gustavo Sánchez Vásquez |         | Primera minoría  |

### Cámara de Diputados
|  | 15.06 % |

|  | 4.92 % |

|  | 1.21 % |

|  | 6.21 % |

|  | 6.20 % |

|  | 9.95 % |

|  | 54.14 % |

|  | 2.21 % |

|  | 100 % |

#### Diputaciones plurinominales
| #  | Nombre                          | Partido | #  | Nombre                         | Partido |
| -- | ------------------------------- | ------- | -- | ------------------------------ | ------- |
| 1  |                                 |         | 21 | César Israel Damián Retes      |         |
| 2  | Adasa Saray Vázquez             |         | 22 | Paulina Rubio Fernández        |         |
| 3  | Gilberto Daniel Castillo García |         | 23 | Luis Agustín Rodríguez Torres  |         |
| 4  | Marina Vitela Rodríguez         |         | 24 | Rocío González Alonso          |         |
| 5  | Hugo Eric Flores Cervantes      |         | 25 | Francisco Pelayo Covarrubias   |         |
| 6  | Mayra Dolores Palomar González  |         | 26 | Verónica Pérez Herrera         |         |
| 7  | Pedro Haces Barba               |         | 27 | Miguel Ángel Monraz Ibarra     |         |
| 8  | Dora Alicia Moreno Méndez       |         | 28 | Eva María Vázquez Hernández    |         |
| 9  | Fernando Castro Trenti          |         | 29 | Arturo Yañez Cuellar           |         |
| 10 | Nadia Yadira Sepulveda García   |         | 30 | Graciela Ortiz González        |         |
| 11 | Carlos Alfonso Candelaria López |         | 31 | Mario Zamora Gastélum          |         |
| 12 | Karina Isael Martínez Montaño   |         | 32 | Sylvana Beltrones Sánchez      |         |
| 13 | Carlos Palacios Ventura         |         | 33 |                                |         |
| 14 | Giselle Yunueen Arellano Ávila  |         | 34 | Dora Patricia Mercado          |         |
| 15 | Héctor Armando Cabada Alvidrez  |         | 35 | Hugo Manuel Luna Vázquez       |         |
| 16 | Greycy Marian Duran Alarcón     |         | 36 | Claudia Gabriela Salas         |         |
| 17 | Amarante Gonzalo Gómez          |         | 37 | Gustavo Adolfo de Hoyos        |         |
| 18 | Ana Érika Santana González      |         | 38 | Patricia Flores Elizondo       |         |
| 19 | Alejandra Chedraui Peralta      |         | 39 | Jorge Alfredo Lozoya Santillán |         |
| 20 | Mayra Espino Suárez             |         | 40 | Pablo Vázquez Ahued            |         |